# 墾田永年私財法
墾田永年私財法（こんでんえいねんしざいほう）は、奈良時代中期の聖武天皇の治世に、天平15年5月27日（743年6月23日）に発布された勅（天皇の名による命令）で、墾田（自分で新しく開墾した田地）の耕作権の永年私財化を認める法令である。
墾田永世私財法（こんでんえいせいしざいほう）、墾田永世私有法（こんでんえいせいしゆうほう）、墾田永代私有令（こんでんえいたいしゆうれい）ともいう。荘園発生の基礎となった法令である。

## 原文

### 類聚三代格
墾田永年私財法の原文は『類聚三代格』巻十五に収録されている。
現代日本語訳は下記の通り。

### 続日本紀
『続日本紀』巻十五の同日条を見ると、同じく天皇による命令形式である詔として出され、その中に位階に応じて私有面積の上限を定めた規定が入っていたことが分かる。
この部分は、位階に応じて私有面積の上限を定めた規定であるが、この部分が上記の『類聚三代格』では削除されている。
現代語訳：

## 背景
律令制・班田収授制開始後、8世紀初頭には人口増大に対し、班給すべき口分田が不足し始め、墾田への動機付けを強める政策が始まった。
養老7年（723年）に出された三世一身法によって、墾田は孫までの3代の間に私財化が認められたが、収公期限が引き続き定められたため、収公の時期が迫ると荒廃することがあった。
また当時の日本は、天平の疫病大流行（天平7年（735年）から同9年（737年））により大打撃を受けたところでもあった。
その数年後に出された墾田永年私財法は、墾田を永年にわたり私財とすることを可能とし、社会復興策の一面も強かった。
このほか、『日本大百科全書』では天平15年に左大臣に昇進した橘諸兄の政策的意図もあったとしている。

## 内容
三世一身法にあった収公期限を廃止して、墾田を永年にわたり私財とすることを可能とした。ただし、下記の制限が定められた。
- 新規の開墾地で適用され、既墾地では引き続き班田収授法に準拠する[6]。
- 私財とできる面積は位階により10から500町までと定められた[6]。
- 国司の許可を必要とする[3]。
- 国司の許可から3年内に開墾を完了させる[3]（3年内に着手すべきとする説もある[7]）。
- 百姓の妨げとならないこと[7]。

## 法の中断
道鏡が称徳天皇の後見で太政大臣禅師に就くと、天平神護元年3月6日（765年3月31日）に、過熱した墾田を止めるために、寺院や農民の小規模な開墾は許すが、墾田私有を原則的に禁止する旨の太政官符が発布された。
しかし称徳天皇が崩御し、光仁天皇が即位したことで道鏡が失脚すると、宝亀3年10月14日（772年11月13日）に、墾田私有を原則的に許可するとの太政官符が発布された（ただし百姓は苦しませないよう留意が求められた）。

## 影響
墾田私有が認められたため、豪族や社寺が開墾を進めて土地私有に動き、荘園制成立と班田収授法崩壊の原因を作った。この動きにより成立した荘園は自墾地系荘園または墾田地系荘園と呼ばれる。

## 関連図書
- 森田悌『平安時代政治史研究』吉川弘文館、1978年。ISBN 4-642-02088-8。